# Rudnik (powiat włoszczowski)
Rudnik – wieś w Polsce położona w województwie świętokrzyskim, w powiecie włoszczowskim, w gminie Krasocin. Sołectwo tej wsi znajduje się we wsi Zabrody.
W latach 1975–1998 miejscowość administracyjnie należała do województwa kieleckiego.